# Igor Borisow
Igor Andriejewicz Borisow (ros. Игорь Андреевич Борисов; ur. 5 kwietnia 1924 w Moskwie, zm. 10 października 2003 tamże) – rosyjski wioślarz reprezentujący ZSRR, srebrny medalista olimpijski.
Wystąpił na igrzyskach olimpijskich w Helsinkach w 1952 roku, gdzie osada ZSRR w składzie: Jewgienij Brago, Władimir Rodimuszkin, Aleksiej Komarow, Igor Borisow, Sława Amiragow, Leonid Gissien, Jewgienij Samsonow, Władimir Kriukow i Igor Polakow (sternik) zdobyła srebrny medal w ósemkach. W finale o 5,3 sekundy przegrali z osadą USA, a o 1,9 sekundy wyprzedzili Australijczyków. Był to jego jedyny start olimpijski.
W ósemkach zdobywał również złote medale na mistrzostwach Europy w Kopenhadze (1953), mistrzostwach Europy w Amsterdamie (1954) i mistrzostwach Europy w Gandawie (1955).
Zdobywał mistrzostwo kraju w ósemkach w latach 1946, 1947, 1949 i 1952–1954. Po zakończeniu kariery pracował jako nauczyciel w Moskiewskim Instytucie Lotniczym.